# Chile nos Jogos Olímpicos de Verão da Juventude de 2010
O Chile participou dos Jogos Olímpicos de Verão da Juventude de 2010 em Cingapura. Sua delegação, composta de 50 atletas que competiram em 10 esportes, foi uma das maiores do continente americano. No entanto, o país conquistou apenas uma medalha de ouro.

## Medalhistas
| Medalha | Nome | Esporte | Evento                      | Data         |
| ------- | --- | ------- | --------------------------- | ------------ |
| Ouro    | Paola Hinojosa María Navarrete Javiera Valencia Francisca Armijo Leslie Alarcón Julissa Barrera Gabriela Aguayo Catalina González Velóz Melisa Rodríguez Monserrat Grau Javiera Roa Karina Sepúlveda Katherine Cisternas Romina Orellana Fernanda Geroldi Constanza González Parra Macarena Vásquez Macarena Errazuriz | Futebol | Torneio Feminino de Futebol | 24 de agosto |

## Atletismo
| Evento                      | Atleta            | Qualificação | Qualificação | Final     | Final        |
| Evento                      | Atleta            | Resultado    | Posição      | Resultado | Posição      |
| --------------------------- | ----------------- | ------------ | ------------ | --------- | ------------ |
| 1000 m masculino            | Alejandro Peirano | 2:31.96      | 15º (8º q1)  | 2:28.58   | 4º (Final B) |
| Arremesso de peso masculino | José Ballivián    | 19,60        | 8º           | 20,36     | 6º (Final A) |
| 100 m feminino              | Macarena Borie    | 12.52        | 14º (3º q4)  | 12.41     | 5º (Final B) |

## Basquetebol
Feminino:
| Elenco                                                                 | Preliminares                                                                | Preliminares | Classificação 17-20                                         | Pos. final |
| Elenco                                                                 | Grupo D                                                                     | Pos.         | Classificação 17-20                                         | Pos. final |
| ---------------------------------------------------------------------- | --------------------------------------------------------------------------- | ------------ | ----------------------------------------------------------- | ---------- |
| Dayanne García Estefania Vásquez Francisca Salvatierra Katalina García | AUS Austrália D 9-18 FRA França D 15-30 JPN Japão D 17-24 ITA Itália D 8-21 | 5º           | THA Tailândia D 13-24 VAN Vanuatu V 17-13 Cingapura V 16-15 | 18º        |

## Ciclismo
| Prova                     | Equipe            | Corta-mato | Corta-mato | Contra-relógio | Contra-relógio | BMX  | BMX   | Estrada masculino[n1] | Pontos | Pos. final |
| Prova                     | Equipe            | Fem.       | Masc.      | Fem.           | Masc.          | Fem. | Masc. | Estrada masculino[n1] | Pontos | Pos. final |
| ------------------------- | ----------------- | ---------- | ---------- | -------------- | -------------- | ---- | ----- | --------------------- | ------ | ---------- |
| Equipes mistas combinadas | Edison Bravo      |            |            |                | 27             |      |       | 61 - 5 = 56[n2]       | 262    | 10º        |
| Equipes mistas combinadas | Ignacio Cruz      |            |            |                |                |      | 64    | 72                    | 262    | 10º        |
| Equipes mistas combinadas | Laura Munizaga    | 15         |            | 15             |                | 27   |       |                       | 262    | 10º        |
| Equipes mistas combinadas | Nicolas Prudencio |            | 58         |                |                |      |       | 72                    | 262    | 10º        |

↑  Na prova de estrada apenas a melhor pontuação foi considerada.

↑  5 pontos foram deduzidos porque os três ciclistas concluíram a prova de estrada.

## Futebol
Feminino:
| Elenco | Preliminares                                           | Preliminares | Semifinais        | Final                                    | Pos. final      |
| Elenco | Grupo B                                                | Pos.         | Semifinais        | Final                                    | Pos. final      |
| --- | ------------------------------------------------------ | ------------ | ----------------- | ---------------------------------------- | --------------- |
| Paola Hinojosa, María Navarrete, Javiera Valencia, Francisca Armijo, Leslie Alarcón, Julissa Barrera, Gabriela Aguayo, Catalina González Velóz, Melisa Rodríguez, Monserrat Grau, Javiera Roa, Karina Sepúlveda, Katherine Cisternas, Romina Orellana, Fernanda Geroldi, Constanza González Parra, Macarena Vásquez, Macarena Errazuriz | TRI Trinidad e Tobago V 1-0 GEQ Guiné Equatorial D 1-4 | 2º           | TUR Turquia V 3-2 | GEQ Guiné Equatorial V (pen) 1 (5)-1 (3) | Medalha de ouro |

## Ginástica artística
| Atleta                   | Evento                       | Qualificação | Qualificação | Final por aparelhos | Final por aparelhos | Final individual geral | Final individual geral | Final individual geral | Final individual geral | Final individual geral | Final individual geral |
| Atleta                   | Evento                       | Result.      | Pos.         | Result.             | Pos.                | Barras assimétricas    | Trave                  | Solo                   | Salto                  | Total                  | Pos.                   |
| ------------------------ | ---------------------------- | ------------ | ------------ | ------------------- | ------------------- | ---------------------- | ---------------------- | ---------------------- | ---------------------- | ---------------------- | ---------------------- |
| Camila Vilches Arancibia | Salto feminino               | 12.600       | 31º          | Não avançou         | Não avançou         |                        |                        |                        |                        |                        |                        |
| Camila Vilches Arancibia | Barras assimétricas feminino | 4.250        | 41º          | Não avançou         | Não avançou         |                        |                        |                        |                        |                        |                        |
| Camila Vilches Arancibia | Trave feminino               | 9.700        | 41º          | Não avançou         | Não avançou         |                        |                        |                        |                        |                        |                        |
| Camila Vilches Arancibia | Solo feminino                | 10.550       | 39º          | Não avançou         | Não avançou         |                        |                        |                        |                        |                        |                        |
| Camila Vilches Arancibia | Individual geral feminino    | 37.100       | 41º          |                     |                     | Não avançou            | Não avançou            | Não avançou            | Não avançou            | Não avançou            | Não avançou            |

## Hipismo
| Evento            | Atleta                                                     | Cavalo           | Preliminares | Preliminares | Preliminares | Preliminares | Preliminares | Preliminares | Final       | Final       | Pos. final |
| Evento            | Atleta                                                     | Cavalo           | Rodada A     | Rodada A     | Rodada B     | Rodada B     | Rodada B     | Total A+B    | Penal.      | Tempo       | Pos. final |
| Evento            | Atleta                                                     | Cavalo           | Penal. salto | Pos.         | Penal. salto | Penal. tempo | Total B      | Total A+B    | Penal.      | Tempo       | Pos. final |
| ----------------- | ---------------------------------------------------------- | ---------------- | ------------ | ------------ | ------------ | ------------ | ------------ | ------------ | ----------- | ----------- | ---------- |
| Saltos individual | Alberto Schwalm                                            | Stoneleigh Eddie | 16           | 27º          | 4            | 0            | 4            | 20           | Não avançou | Não avançou | 23º        |
| Saltos por equipe | Alberto Schwalm (como integrante da equipe América do Sul) | Stoneleigh Eddie | 12           | 4º           | 4            | 0            | 4            | 16           | Não avançou | Não avançou | 5º         |

## Hóquei sobre a grama
Masculino:
| Elenco | Preliminares                                                                              | Preliminares | Disputa pelo 5º lugar | Pos. final |
| Elenco | Grupo único                                                                               | Pos.         | Disputa pelo 5º lugar | Pos. final |
| --- | ----------------------------------------------------------------------------------------- | ------------ | --------------------- | ---------- |
| Felix Schiegg, Rodrigo David, Manuel Becker, Carlos Lagos, Juan Pablo Purcell, Vicente Martín, Matías Mardones, Fernando Renz, José Pedro Maldonado, Felipe Tapia, Matías Koster, Valentín Arguindegui, Alan Hamilton, Gonzalo Prado, Francisco Pieper, Cristóbal Contardo | BEL Bélgica D 0-9 PAK Paquistão D 1-15 GHA Gana D 3-4 Cingapura V 2-1 AUS Austrália D 0-9 | 5º           | Cingapura D 1-6       | 6º         |

## Natação
| Evento                 | Atleta                      | Qualificação | Qualificação | Semifinais      | Semifinais  | Final       | Final       |
| Evento                 | Atleta                      | Resultado    | Posição      | Resultado       | Posição     | Resultado   | Posição     |
| ---------------------- | --------------------------- | ------------ | ------------ | --------------- | ----------- | ----------- | ----------- |
| 50 m costas masculino  | Alan Wladimir Abarca Cortes |              |              | Desclassificado | -- (sf2)    | Não avançou | Não avançou |
| 100 m costas masculino | Alan Wladimir Abarca Cortes | 1:01.71      | 28º (4º q1)  | Não avançou     | Não avançou | Não avançou | Não avançou |
| 200 m costas masculino | Alan Wladimir Abarca Cortes | 2:17.25      | 19º (7º q2)  |                 |             | Não avançou | Não avançou |

## Triatlo
| Evento              | Triatleta                                               | Natação | Transição 1 | Ciclismo | Transição 2 | Corrida | Tempo total | Pos. |
| ------------------- | ------------------------------------------------------- | ------- | ----------- | -------- | ----------- | ------- | ----------- | ---- |
| Individual feminino | Andrea Longueira                                        | 10:02   | 0:36        | 31:41    | 0:30        | 20:53   | 1:03:42.88  | 12º  |
| Revezamento misto   | Andrea Longueira (como integrante da equipe Américas 2) |         |             |          |             |         | 1:22:30.15  | 5º   |

## Vela
| Evento            | Atleta               | Regata | Regata | Regata | Regata | Regata | Regata | Regata | Regata | Regata | Regata | Regata | Regata | Total | Posição |
| Evento            | Atleta               | 1      | 2      | 3      | 4      | 5      | 6      | 7      | 8      | 9      | 10     | 11     | M      | Total | Posição |
| ----------------- | -------------------- | ------ | ------ | ------ | ------ | ------ | ------ | ------ | ------ | ------ | ------ | ------ | ------ | ----- | ------- |
| Byte CII feminino | Maria Poncell-Maurín | 12     | 21     | 11     | 14     | DSQ    | 25     | 26     | 15     | 17     | 24     | 17     | 17     | 173   | 22º     |

Notas:
- M – Regata da Medalha
- OCS – On the Course Side of the starting line
- DSQ – Disqualified (Desclassificado)
- DNF – Did Not Finish (Não completou)
- DNS – Did Not Start (Não largou)
- BFD – Black Flag Disqualification (Desclassificado por bandeira preta)
- RAF – Retired after Finishing (Retirou-se após completar a prova)